# Villa Romana de Orpheus
La villa romana de Orpheus es un yacimiento arqueológico perteneciente a una villa tardorromana, datada entre los siglos II y IV d. C, ubicada en el municipio de Camarzana de Tera (Zamora). Después de diez años de trabajos para sacarla a la luz, rescatar los vestigios arqueológicos y realizar su musealización, la villa fue inaugurada en 2018 por el presidente de la Junta de Castilla y León D. Juan Vicente Herrera Campo y de la Consejera de Cultura y Turismo Dña. Mª Josefa García Cirac.

## Espacio museístico

### Villa romana
La Villa Romana de Orpheus procede de la época tardorromana, entre los siglos II y IV d. C., tiene una estructura constructiva que se compone de quince habitaciones articuladas en torno a un peristilo o patio porticado, con una estancia destacada, posiblemente un triclinium, con un mosaico en el que se representa a Orfeo rodeado de animales y a su alrededor ocho cartelas con representaciones de caballos y su nombre epigrafiado con teselas y escenas de caza. La iconografía de los mosaicos presenta una representación de las costumbres y de leyendas mitológicas. Otra de las salas contiene un mosaico que representa el Rapto de Europa rodeado por una cenefa con personajes marinos, esta sala sería el oecus, donde se recibía a los invitados. El resto de las estancias están decoradas con mosaicos de tema geométrico .
La villa es propiedad de la Junta de Castilla y León.
La Villa Romana de Orpheus fue declarada Bien de Interés Cultural con categoría de Zona Arqueológica en 2010. 
Algunos de los mosaicos encontrados fueron depositados en el Museo de Zamora y es a partir del inicio de las excavaciones en 2007 cuando se determinó que los restos de la villa de Carmarzana tendrán que preservarse in situ,

### Edificio del museo
La construcción edificada para proteger la villa consta de dos naves adosadas con estructura de acero, abiertas perpendicularmente a la fachada de la calle.

La Villa como espacio museístico cuenta con una organización expositiva que permite contemplar mediante pasarelas la riqueza de los restos musivos, de los mosaicos que reflejan la importancia de sus moradores y de las dependencias de la domus. 

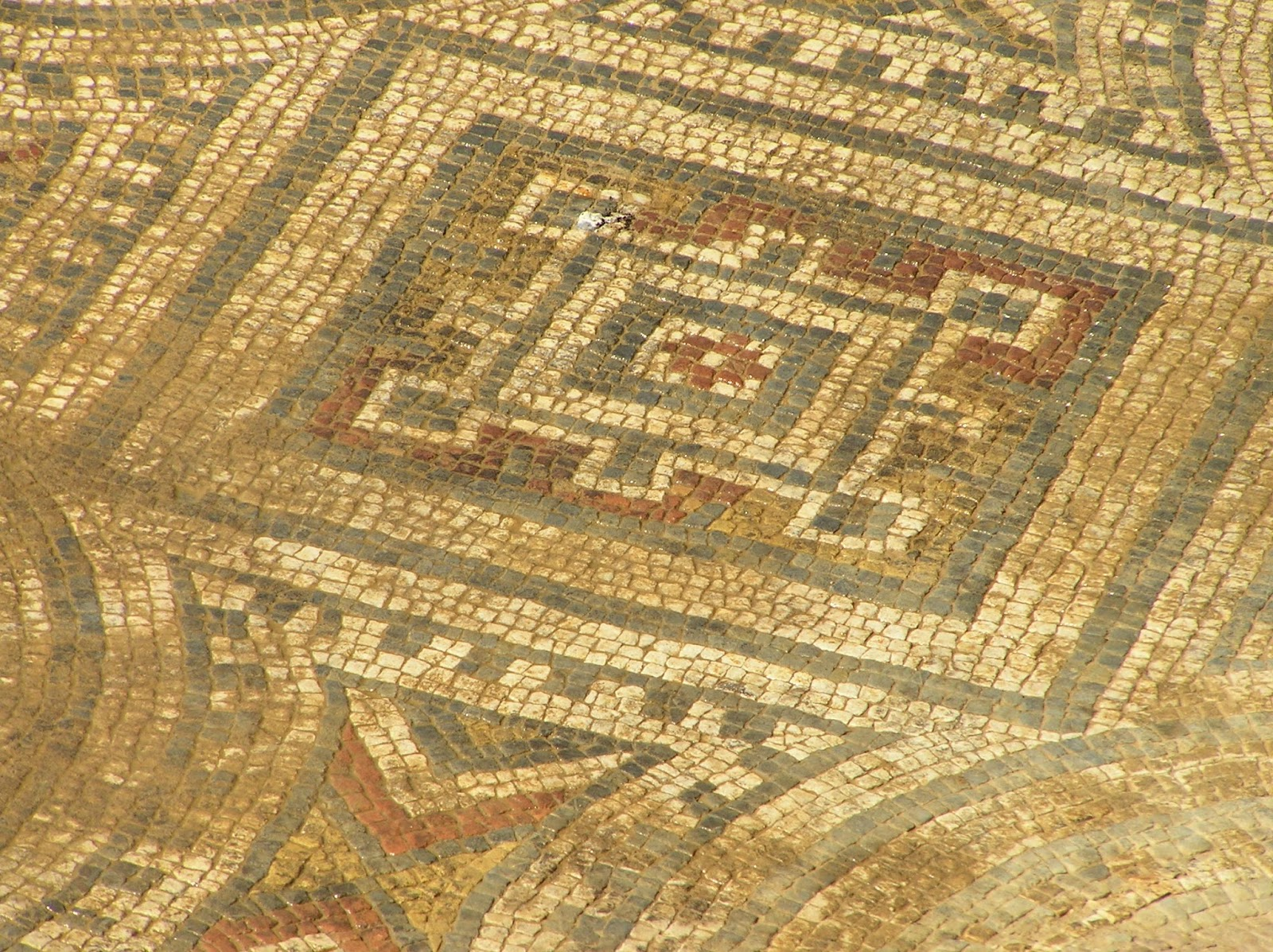
Mosaico1camarzana

Las actividades que se llevan a cabo en el recinto expositivo están referidas únicamente a la superficie de la excavación, se exponen paneles explicativos y una maqueta que reproduce las características de la villa original .

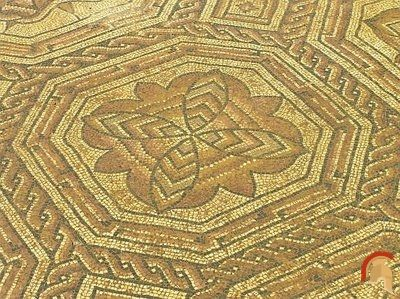

### Contexto geográfico e histórico
La Villa Romana de Orpheus se encontró en el municipio zamorano de Camarzana de Tera en un solar en el centro del pueblo cercano a la carretera N-6, Benavente–Puebla de Sanabria. 
Se tenía conocimiento de este yacimiento arqueológico desde finales del siglo XIX, pues ya en 1861 Tomás de Areitio publicó en la Revista de obras Públicas IX el hallazgo de monedas, restos metálicos y sobre todo mosaicos al realizar la obras de la carretera de Benavente a Mombuey. En 1904 Manuel Gómez-Moreno incluye esta villa en su obra Catálogo Monumental de España. Provincia de Zamora y publicada en 1927.
En el año 2007 comenzaron las excavaciones y concluyeron con la inauguración del museo arqueológico en 2018.

## Restos arqueológicos
Los materiales arqueológicos recuperados en la excavación han sido escasos, en relación con el tamaño de la villa, no obstante se cuenta con una colección de mosaicos, cerámicas de cocina, –ollas, cazuelas, etc.–, monedas (datadas entre el s. II y s. IV d. C) , distintos tipos de teselas, elementos constructivos como capiteles, fustes de columnas y basas.